# Daniel Soidik
Daniel Soidik (født 18. januar 2000) er en dansk fodboldspiller, der spiller for den danske superligaklub Lyngby BK. 

## Ungdom
Magnus Westergaard begyndte sin karriere i FC København og sidenhen i Lyngby BK.